# Théodore Simon
Pour les articles homonymes, voir Simon.
Théodore Simon, né le 10 juillet 1873 à Dijon et mort le 4 septembre 1961 à Paris, est un psychiatre français. 

## Biographie
Théodore Simon fit une brillante carrière de médecin d'asile, notamment à Dury-les-Amiens, à Saint-Yon près de Rouen, mais aussi à l'admission de l'hôpital Sainte-Anne.  Il fut également, brièvement, entre 1936 et 1937, directeur médecin en chef de l'Hôpital Henri Rousselle (Paris).
Il est surtout connu pour sa contribution à la création, avec Alfred Binet, de l'Échelle métrique d'intelligence, publiée pour la première fois en 1905. Mais il fut également un psychiatre reconnu, président de la Société médico-psychologique en 1935, créateur de la revue Laboratoire et psychiatrie en 1937, et président du congrès international des médecins aliénistes et de neurologistes de France qui se déroula l'année suivante à Alger.  
Il a été président de la Société libre pour l'étude psychologique de l'enfant (devenue en 1917 la Société Alfred Binet et aujourd'hui Société Binet-Simon) de 1912 à 1961. 
Il fut en outre le fondateur de la première école supérieure d'infirmiers et d''infirmières psychiatriques, ouverte à Maison-Blanche (Neuilly-sur-Marne), en 1946. L'institut de formation qui en est issu porte aujourd'hui son nom. Il a également créé et dirigé la revue L'infirmier psychiatrique de 1953 à 1958.

## Distinctions
- Officier de la Légion d'honneur (décret du 3 octobre 1947).

## Publications
- Alfred Binet et Théodore Simon, Les enfants anormaux : guide pour l'admission des enfants anormaux dans les classes de perfectionnement, Paris, A. Colin, 1907.
- Théodore Simon, L'aliéné, l'asile, l'infirmière, Paris : E. Bourgault , 1911.
- Théodore Simon, Pédagogie expérimentale : écriture, lecture, orthographe, Paris, Colin, 1924.
- Théodore Simon, éd., Dix conférences sur la pédagogie des enfants arriérés et anormaux, Auxerre : Imprimerie L'Universelle (Association ouvrière), 1931.
- Théodore Simon, dir., Cinq nouvelles conférences sur la pédagogie des enfants arriérés, Cahors : A. Coueslant, 1937.
- Théodore Simon, Enfance au jardin, Paris : A. Hatier, 1946.
- Théodore Simon et Remy, G.-H.-E., La Très simple histoire de Karine : illustrée et complétée par ses jeunes lecteurs, Paris : Librairie A. Hatier, 1946 (Illustrations de Mme Gathelier).
- Théodore Simon, éd., Inédits d'Alfred Binet, Cahors : A. Coueslant, 1960.